# West Dunbartonshire
West Dunbartonshire er en af Skotlands kommuner. Den grænser op mod Argyll and Bute, Stirling, East Dunbartonshire, Glasgow og Renfrewshire. Da den blev oprettet hed den Dumbarton and Clydebank, efter de to distrikter som blev slået sammen. Kommunen dækker det meste af disse to områder.
Administrationsbyen er Dumbarton. Det skaber ofte forvirring at dette navn skrive med et m, mens kommunenavnet Dunbartonshire skrives med n. Årsagen er at begge navne er anglificeringer af gæliske navne, Dùn Breatainn (Dumbarton) og Siorrachd Dhùn Bhreatainn (Dunbartonshire), og forskellen i bøjningsformer er kommet med over i de engelske navne.
Kommunen består af tre hoveddele: Dumbarton, Clydebank, som er den største by, og Vale of Leven.
Søen Loch Lomond ligger i West Dunbartonshire.

## Byer og landsbyer
- Alexandria
- Balloch
- Bonhill
- Bowling
- Clydebank
- Dalmuir
- Drumry
- Dumbarton
- Duntocher
- Faifley
- Gartocharn
- Hardgate
- Jamestown
- Linnvale
- Milton
- Old Kilpatrick
- Renton
- Whitecrook

## Seværdigheder
- Erskine Bridge
- Dumbarton Castle
- Inchmurrin, the largest freshwater island in the British Isles
- Kilpatrick Hills
- Loch Lomond
- Loch Lomond and the Trossachs National Park
- Overtoun Bridge, a location known for  a high number of dog deaths and at least one human death
- River Leven

55°59′24″N 4°30′54″V / 55.99°N 4.515°V